# Bourad
« Bourad pou remete Ayiti debou » en Créole haïtien, ou « Bourad pour remettre Haïti debout » en français, dit couramment Bourad, est un parti politique haïtien classé à gauche.

## Positionnement politique
Le socialisme  est l'idéologie de ce parti politique. Il milite pour la justice sociale et le progrès économique au sein de la société haïtienne. 

## Historique
Bourad est issu d'un mouvement politique lancé en décembre 2009 par des activistes et militants politiques de tendance de gauche avec l'objectif de s'attaquer aux problèmes sociaux, économiques et politiques auxquels est confronté Haïti. Cette orientation apparaît dans le slogan officiel du parti qui est en créole haïtien : « Nan batay san rete pou rekiperasyon souverènite politik nou, pou devlòpman ekonomik ak jistis sosyal, pou sekirite, lojman, edikasyon ak lasante, nou se Bourad pou remete ayiti debou » qui se traduit en français par : « Dans cette bataille sans  trêve pour la récupération de notre souveraineté, pour le développement économique et la justice sociale, pour la sécurité, pour l’éducation et la santé, nous sommes Bourad pour remettre Haïti debout ».
Après le tremblement de terre du 12 janvier 2010 qui a frappé Haïti, le mouvement politique a été renforcé et il a pris le nom de « Bourad », mot de créole haïtien, qui peut se traduire en français par des mots tels que : « soutenir », « encourager », « coup de main », « solidarité ».
Ministre de la Culture et de la Communication d’Haïti (2008-2009) fut le premier coordonnateur du parti,.
Le 26 janvier 2014 sur la Côte des Arcadins, Bourad (organisation politique à l’époque) signe la « résolution des Arcadins », qui transforme le mouvement de l’opposition démocratique (MOPOD) en plateforme politique. Au cours de cette retraite, les membres du MOPOD ont réaffirmé, entre autres, leur détermination à obtenir la démission du régime Martelly/Lamothe,,. 
En 2015, le conseil électoral provisoire (CEP) a agréé le parti politique parmi les 105 partis et groupements politiques habilités à participer aux élections du 24 novembre 2015. Bourad participe ainsi aux élections législatives et des collectivités territoriales 2015.

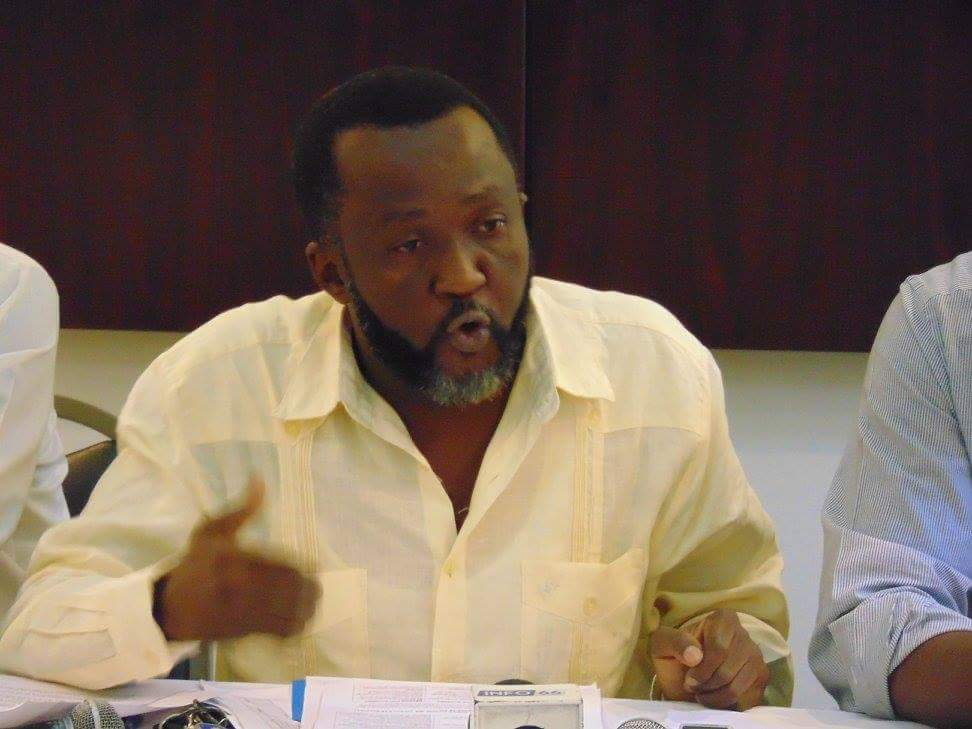
Harry Jean, secrétaire général du parti Bourad pou remete Ayiti debou, lors de la conférence de presse en septembre 2016 à l’hôtel Le Plaza de Port-au-Prince pour soutenir la candidature de Jude Célestin.

Au vu du déroulement des élections du 24 novembre 2015, le parti politique Bourad pour remete Ayiti debou décide de se retirer des élections jusqu'à nouvel ordre, car il les juge frauduleuses. Le 21 mars 2016, Bourad adresse une lettre ouverte au président provisoire Jocelerme Privert en suggérant un nouvel accord politique. Les points principaux de l'accord politique proposé sont les suivants :
1. La mise en place d'un gouvernement de consensus élargi ;
2. La mise en place en place d'une commission de vérification électorale ;
3. La tenue des élections présidentielles et sénatoriales le 30 octobre 2016 ;
4. La réalisation de l'audit des principaux fonds sur lesquels planent des suspicions de mauvaise gestion pendant les cinq dernières années ;
5. La définition d'un mandat réaliste pour le gouvernement provisoire.

Le 23 septembre 2016, le parti annonce publiquement qu’il soutiendra le candidat Jude Célestin aux élections du 9 octobre 2016, mais le 5 octobre 2016, après le passage de l'ouragan Matthew, le scrutin est reporté et fixé au 20 novembre 2017. 
Le dimanche 22 octobre, Bourad lance un forum public à Tabarre pour critiquer le budget 2017-2018.

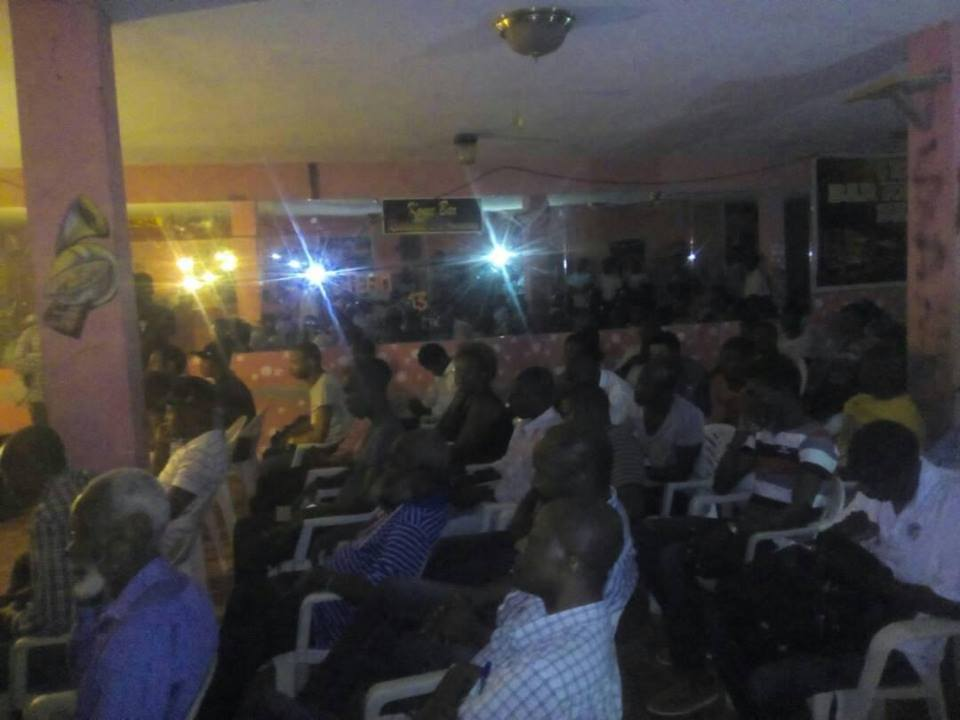
Vue du forum public du parti politique Bourad pou remete Ayiti debou le dimanche 22 octobre 2017 a Tabarre.